# Сенченко В'ячеслав Володимирович
В'ячеслав Володимирович Сенченко (нар. 12 квітня 1977) — український боксер, що виступав у напівсередній вазі (66,678 кг). Колишній чемпіон світу за версіями WBA(2009—2012), IBF International (2004-05, 2006), EBU-EE (2006-07), WBA Intercontinental (2007-08).

## Любительська кар'єра
Як аматор брав участь у Олімпійських іграх 2000 р. в Сіднеї. Програв у першому бою єгиптянину Салеху Абделбарі Максоду.

## Професійна кар'єра
Сенченко дебютував на професійному рингі в 2002 році. Майже всі свої поєдинки провів в Україні. В четвертому бою завоював титул чемпіона словянских країн за версією WBC, у напівсередній вазі. 8 квітня 2004 року в Донецьку завоював титул інтерконтинентального чемпіона світу за версією IBF. У грудні 2006 року завоював титул чемпіона Європи за версією EBU-EE. В грудні 2007 року завоював титул інтерконтинентального чемпіона світу за версією WBA. 10 квітня 2009 року в Донецьку, В'ячеслав Сенченко переміг за очками співвітчизника Юрія Нужненка і став новим чемпіоном світу за версією WBA.
3 жовтня 2009 року Сенченко захистив титул чемпіона світу від японця Мотокі Сасакі.

### Бій з Полом Маліньяджі
29 квітня 2012 року Сенченко в четвертому захисті чемпіонського титулу зустрівся з американцем, Полом Маліньяджі. Практично весь бій пройшов в звичному для обох боксерів «фехтувальному» руслі — а саме, перестрілці прямими ударами з дальньої дистанції, де з самого початку стала очевидною перевага американського боксера в рефлексах і швидкості переміщення. В третьому раунді Маліньяджі розсік Сенченку ліву брову. В сьомому і восьмому раундах Сенченку вдавалось дати супернику достойний супротив, але він бачив все гірше і гірше, і Маліньяджі все легше доносив до цілі свої удари, цілячись в ліве око. В дев'ятому раунді гематома на лиці Вячеслава була просто жахливою і пошкоджене око Сенченка закрилося повністю. Маліньяджі взявся бити практично на вибір, і терпінню рефері — знаменитого Стіва Смогера — прийшов кінець після того, як Сенченко пропустив серію ударів, частина з яких прийшлась в область лівого ока, бій був зупинений. Сенченко зазнав першої поразки в професійній кар'єрі і втратив чемпіонський пояс.

### Бій з Ріккі Хаттоном
24 листопада 2012 року, Сенченко відправився у Велику Британію для зустрічі з місцевим фаворитом, який знову вирішив повернутися на ринг, зірковим боксером Ріккі Хаттоном. Хаттон перемагав за очками у видовищному поєдинку, але в 9-му раунді при черговому зближенні, Сенченко нокаутував Хаттона ударом в печінку. Сенченко впевненно переміг і знову відправив Хаттона на пенсію.
24 серпня 2013 року в Донецьку переміг аргентинця Карлоса Адана Хереса технічним нокаутом в 4-му раунді.
26 жовтня 2013 року зазнав другої поразки від іншого британця — Келла Брука.